# Seckach (Jagst)
Die Seckach ist ein kleiner Fluss im Norden Baden-Württembergs, der im Odenwald entspringt und nach etwa südlichem Lauf in Möckmühl im Landkreis Heilbronn von rechts und Norden in die untere Jagst mündet.
Die Seckach ist etwa 29 km lang, ihr Einzugsgebiet umfasst etwas über 260 km². Davon entfallen auf ihren Nebenfluss Kirnau, der am Zusammenfluss rund 7 Kilometer länger ist als die Seckach, etwa 100 km². Damit ist sie nach Länge wie Einzugsgebiet der größte Zufluss der Jagst.
Der mit ca. 459 m ü. NHN höchste Punkt des oberirdischen Einzugsgebietes liegt an der nördlichen Wasserscheide auf dem Rehberg von Hettingen über dem Quellgebiet des Rinschbachs.

## Name
Das Gewässer wurde 1303 als „die bach genant Seckach“ erstmals urkundlich erwähnt. Die Endung -aha (heute -ach) bezeichnete im Althochdeutschen ein Fließgewässer. Das Bestimmungswort steht wahrscheinlich in Zusammenhang mit dem germanischen Verb *seig- „sinken“, woraus sich unter anderem der rheinische Flurname Secke mit der Bedeutung „Stelle, wo Wasser hervortritt und träge abfließt“ herausgebildet hat.

## Geographie

### Verlauf
Die Seckach entspringt in der Nähe des Buchener Ortsteils Waldhausen in quellreicher Gegend und nimmt schon früh Nebenäste auf. Sie fließt zunächst in südöstliche und südliche Richtung.
Zwischen den Gemeinden Seckach und Adelsheim nimmt die Seckach ein paar immer kräftiger werdende Nebenflüsse auf. In Zimmern mündet der Schlierbach. Zwischen Hemsbach und Adelsheim mündet der Rinschbach, der bei Götzingen im Bauland entspringt. In Adelsheim schließlich empfängt die Seckach ihren größten Nebenfluss, die Kirnau, die ihre Ursprünge bei Altheim im Bauland hat. Auffallend ist an der Mündung, wie sehr das Wasser der Kirnau jenes der Seckach zur Seite drängt, so dass unklar ist, welcher der Bäche der kräftigere ist. Nach dem Zusammenfluss jedenfalls kann die Seckach ein kleiner Fluss genannt werden.
Auf ihrem weiteren Weg der Jagst entgegen fließt die Seckach in großen Schwüngen nach Süden und nimmt noch weitere dauerhaft wasserführende Bäche auf, von denen der Fischbach der größte ist. Er mündet wenig südlich von Sennfeld.
In Möckmühl floss die Seckach früher parallel zur Stadtmauer und bot an einem Wehr zusammen mit der Altstadt eine malerische Perspektive. Heute ist sie auf einer Länge von mehreren hundert Metern verdolt. Ihre Mündung wurde um 1900 beim Bau der Jagsttalbahn und eines E-Werks ein Stück nach Süden verlegt.

### Zuflüsse

#### Überblick
Die Seckach hat fünf Zuflüsse von über fünf Kilometern Länge, nacheinander
- den linken Hiffelbach mit 7 km und einem Einzugsgebiet von etwa 27 km²,
- den linken Schlierbach mit 6 km und einem Einzugsgebiet von etwa 9 km²,
- den linken Rinschbach mit 16 km und einem Einzugsgebiet von etwa 40 km²,
- die linke Kirnau mit 24 km und einem Einzugsgebiet von etwa 100 km² sowie
- den rechten Fischbach mit 7 km und einem Einzugsgebiet von etwa 15 km².

#### Detaillierte Liste der Zuflüsse und Seen
Hierarchische Liste einer Auswahl der Zuflüsse,  Seen und  Hochwasserrückhaltebecken, jeweils von der Quelle zur Mündung. Gewässerlänge, Seefläche, Einzugsgebiet und Höhe nach den entsprechenden Layern auf der Onlinekarte der LUBW. Andere Quellen für die Angaben sind vermerkt.
Ursprung der Seckach in der Mitte zwischen dem südlichen Ortsrand von Waldhausen und dem zugehörigen Glashof am Nordostrand des Klingenwaldes auf etwa 372 m ü. NHN.
- (Zufluss aus der Hauwiese), von links auf etwa 370 m ü. NHN 150 m westlich des Glashofs, 0,5 km. Entsteht im Flurgewann Hauäcker auf etwa 378 m ü. NHN.
- Ibbach, von links auf etwa 332 m ü. NHN am Beginn des Naturschutzgebietes Seckachtal, 0,8 km. Entsteht in der Brückleinsweise auf etwa 357 m ü. NHN.
  - (Zufluss gegen Ende der Frohnwiese), von rechts und Westnordwesten auf 334,8 m ü. NHN[LUBW 2], 0,5 km und über 0,2 km².[LUBW 7] Entsteht auf etwa 362 m ü. NHN im Kleinen Flürlein.
- Imbach, von links auf 319,1 m ü. NHN in einem Auenwaldriegel, 2,2 km. Entsteht an einer Böschung westlich des Wäldchens Osterloch auf etwa 393 m ü. NHN und durchläuft das Auengewann Imbach.
Danach wendet sich die Seckach allmählich auf Südostkurs.
  - Gabelwiesengraben, von rechts und Westen auf etwa 345 m ü. NHN, 0,9 km und über 0,1 km².[LUBW 7] Entsteht auf etwa 372 m ü. NHN im Feldgewann Gabelwiese.
- Amelsbach, von rechts und Südwesten auf etwa 278 m ü. NHN nach der Seckacher Hagenmühle am Taleintritt der L 583, 1,8 km und ca. 2,5 km². Entsteht am Gewann Kränzle auf etwa 319 m ü. NHN.
Ab diesem Zufluss fließt die Seckach bis zum Hiffelbach kurz ostwärts.
- Passiert gleich nach dem vorigen einen langgezogenen Teich links am Lauf auf etwa 276 m ü. NHN, 0,5 ha.
- (Zufluss aus der Unterklinge), von links und Nordnordwesten gleich nach dem vorigen auf etwa 274 m ü. NHN, über 0,3 km und unter 0,5 km².[LUBW 7] Entsteht auf etwa 295 m ü. NHN an einem Feldkreuz an den Honigäckern.
- Hiffelbach, von links auf unter 270 m ü. NHN in Seckach, 7,2 km und 26,7 km².[LUBW 8] Entsteht auf etwa 360 m ü. NHN im Hangwald westlich der Bödigheimer Flurbucht Stumpfe Eiche.
  - Rinnegraben, von links vor Bödigheim, 0,8 km
  - Wolfsgrundbach, von links in Bödigheim, 3,7 km und 10,0 km².[LUBW 8]
    - Mauerbach, von rechts und Westen, 0,5 km
    - Kalteberggraben, von links und Nordosten, 0,9 km
    - Glasenberggraben, von links und Osten, 0,9 km
    - Hägenichbach, von rechts am Ortsanfang von Bödigheim, 3,1 km und 4,3 km².
      - Kammwegbach 1, von rechts und Westsüdwesten auf etwa 348 m ü. NHN, 0,2 km und unter 0,1 km².[LUBW 7] Entspringt einer Unterhangquelle auf etwa 360 m ü. NHN.
      - Kammwegbach 2, von rechts und Südwesten auf 346,9 m ü. NHN[LUBW 2], 0,2 km und über 0,3 km².[LUBW 7] Entspringt einer Unterhangquelle auf etwa 360 m ü. NHN.
      - Hägenichbach, von rechts und Westsüdwesten auf etwa 339 m ü. NHN am Waldaustritt, 0,9 km und ca. 0,4 km².[LUBW 7] Entspringt einer Quelle auf etwa 380 m ü. NHN am Brunnenrain nördlich von Buchen-Roßhof.
        -  Durchfließt auf etwa 345 m ü. NHN einen in einer Waldweggabel liegenden Teich nahe der Mündung, ca. 0,3 ha.[LUBW 9]

      -  Passiert einen wenig linksseits auf etwa 345 m ü. NHN liegenden Waldteich nahe der Mündung, 0,1 ha.
      -  Durchfließt auf etwa 325 m ü. NHN den 3,7 m hohen Erddamm des im Jahre 2002 nördlich der Jugenderholungsanlage Eckbuckel eingerichteten Hochwasserrückhaltebeckens Hägenichbach. Das gewöhnlich trockenliegende Becken kann im Hochwasserfall bis zu 18.000 m³ Wasser zurückhalten, das dann ungeregelt wieder abfließt.

  - Wechelwiesengraben, von rechts und Nordwesten in Bödigheim, 0,9 km
  - (Bach aus den Herbscheltern), von links und Norden im folgenden Hochwasserrückhaltebecken, 0,9 km
  -  Gegenüber der Herbschelter-Mündung liegen auf 285 m ü. NHN[LUBW 10] im Mündungswinkel des Asbachs im Steinbruch Buchen-Hettingen zwei Steinbruchseen, zusammen 1,6 ha.
  -  Durchfließt auf 283,4 m ü. NHN[LUBW 2] den 8,8 m hohen Erddamm des im Jahre 2004 eingerichteten Hochwasserrückhaltebeckens Hiffelbach. Das gewöhnlich trockenliegende Becken kann im Hochwasserfall bis zu 110.000 m³ Wasser zurückhalten, das dann ungeregelt wieder abfließt.
  - Asbach, von rechts und Westnordwesten auf 279,2 m ü. NHN[LUBW 2] an der Sägmühle, 1,6 km und 1,2 km².
    -  Passiert einen kleinen und einen großen See, dieser auf 285 m ü. NHN[LUBW 2], in einem Steinbruch am linken Mündungssporn, unter 0,2 ha und 1,5 ha.

  - Gewesterbach, von links kurz vor Seckach, 5,3 km und 9,1 km².
    - (Graben vom Höhlensee), von links, kurz
      -  Ist Abfluss des  Höhlensees am Eingang der Eberstadter Tropfsteinhöhle, 0,8 ha.

    - (Graben von den Siedlungshöfen Hohenstein), von rechts und Nordwesten auf etwa 303 m ü. NHN, ca. 0,4 km[LUBW 11] und ca. 0,3 km².[LUBW 7] Entsteht auf etwa 312 m ü. NHN an den Siedlungshöfen Hohenstein.
    -  Durchfließt auf etwa 298 m ü. NHN und etwa 0,8 km südlich der Siedlungshöfe Hohlenstein den 7,8 m hohen Erddamm des 2000 gebauten und gewöhnlich trockenliegenden Hochwasserrückhaltebeckens Gewesterbach des Zweckverbands Seckach/Kirnau, das 118.000 m³ zurückhalten kann und diese ungesteuert wieder ablässt.[LUBW 12] Das Einzugsgebiet ist etwa 7,9 km² groß.[LUBW 7]

  -  Passiert den auf etwa 267 m ü. NHN rechts am Ufer liegenden Hiffelbachsee vor den Talsportplätzen von Seckach, 0,5 ha.
- (Bach durchs Gewann Märzenquelle), von rechts gegen Ende von Seckach, 1,0 km
- Schmaldergraben, von rechts
- (Bach aus der Hagwaldklinge), von links am Jugenddorf Klinge, 0,7 km
- Eichäckergraben, von rechts vor Zimmern, etwas über 0,3 km
- Schlierbach, am Ober- und vermutlich auch Mittellauf Krummebach, von links auf etwa 242 m ü. NHN in Seckach-Zimmern, 6,1 km und 9,3 km². Entspringt auf etwa 242 m ü. NHN etwas nördlich von Buchen-Eberstadt
- (Bach aus der Wolfsklinge), von links am Hammerhof, 1,0 km
- Ranzenäckergraben, von links, unter 0,3 km
  - Mehläckergraben, von links, 0,7 km
- Rinschbach, von links auf 225,2 m ü. NHN[LUBW 2] unterhalb des Seckach-Rückhaltebeckens an der Bahnstation Adelsheim Nord, 16,0 km und 40,1 km².[LUBW 8]
- (Bach aus der Kandelbergklinge), von rechts im Gewerbegebiet im Norden von Adelsheim, 0,7 km
- Knecklesklingengraben, von rechts am Beginn der Wohnbebauung von Adelsheim, 0,7 km

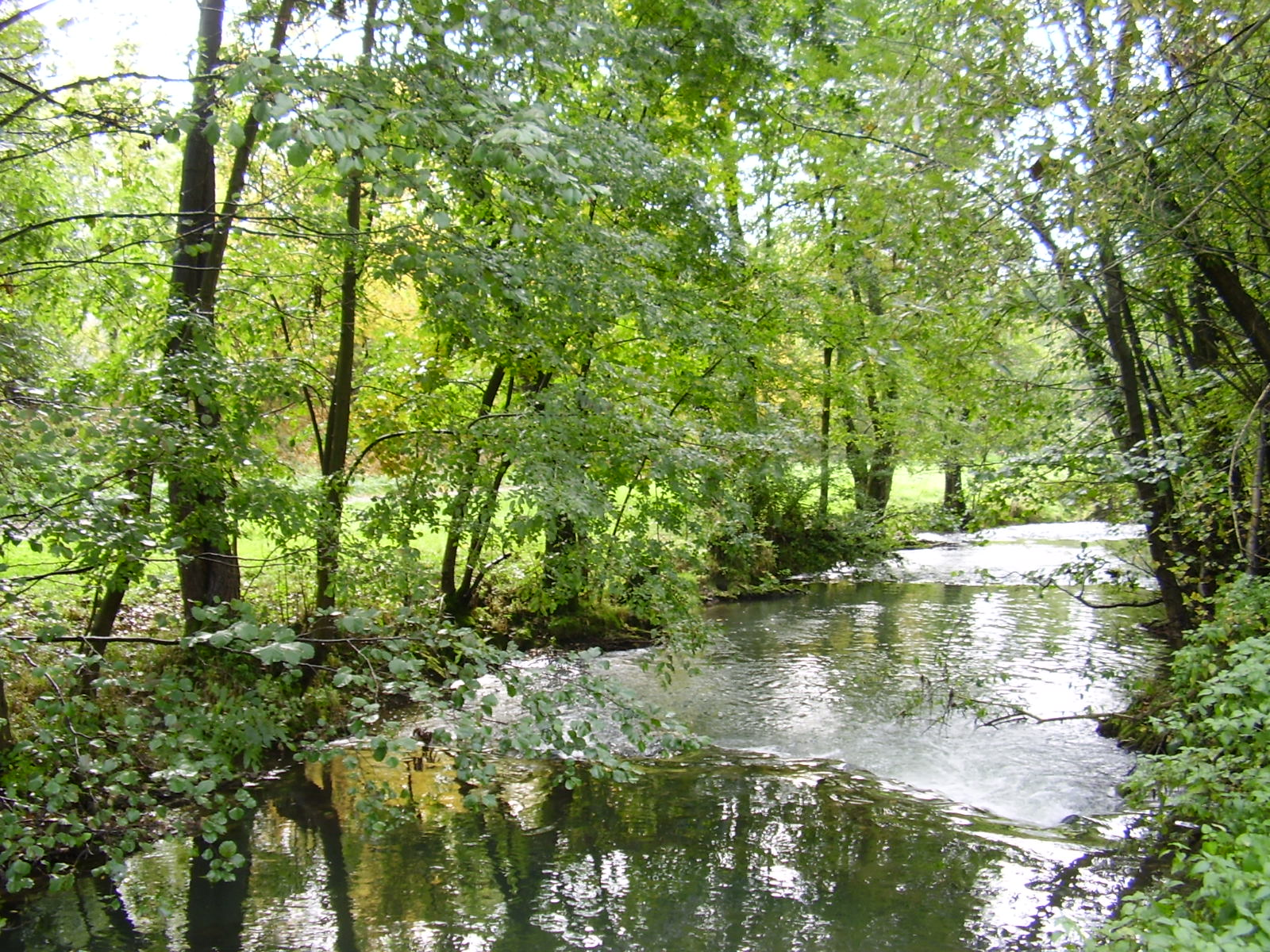
Die Kirnau

- Schlossbach, von links am Schloss in Adelsheim, 0,4 km. Rechter Mündungsarm der Kirnau.
- Kirnau, von links in Adelsheim, 22,6 km und 100,3 km².[LUBW 8]
    Zuflüsse im Artikel
- (Bach aus der Essigklinge), von links, 2,2 km
- Burgstallgraben, von rechts nach Adelsheim, 0,3 km
- (Bach aus der Franzosenklinge), von links vor Sennfeld, 1,3 km
- Krautklingegraben, von links am Ortsanfang von Sennfeld, 0,5 km
- Simonshäldegraben, von links in Sennfeld, 0,7 km
- (Bach aus der Buchsteigklinge), von links in Sennfeld, 1,3 km
- Raintalgraben, von rechts in Sennfeld, 0,9 km
- Schindäckergraben, von links am Ortsende von Sennfeld, 0,8 km

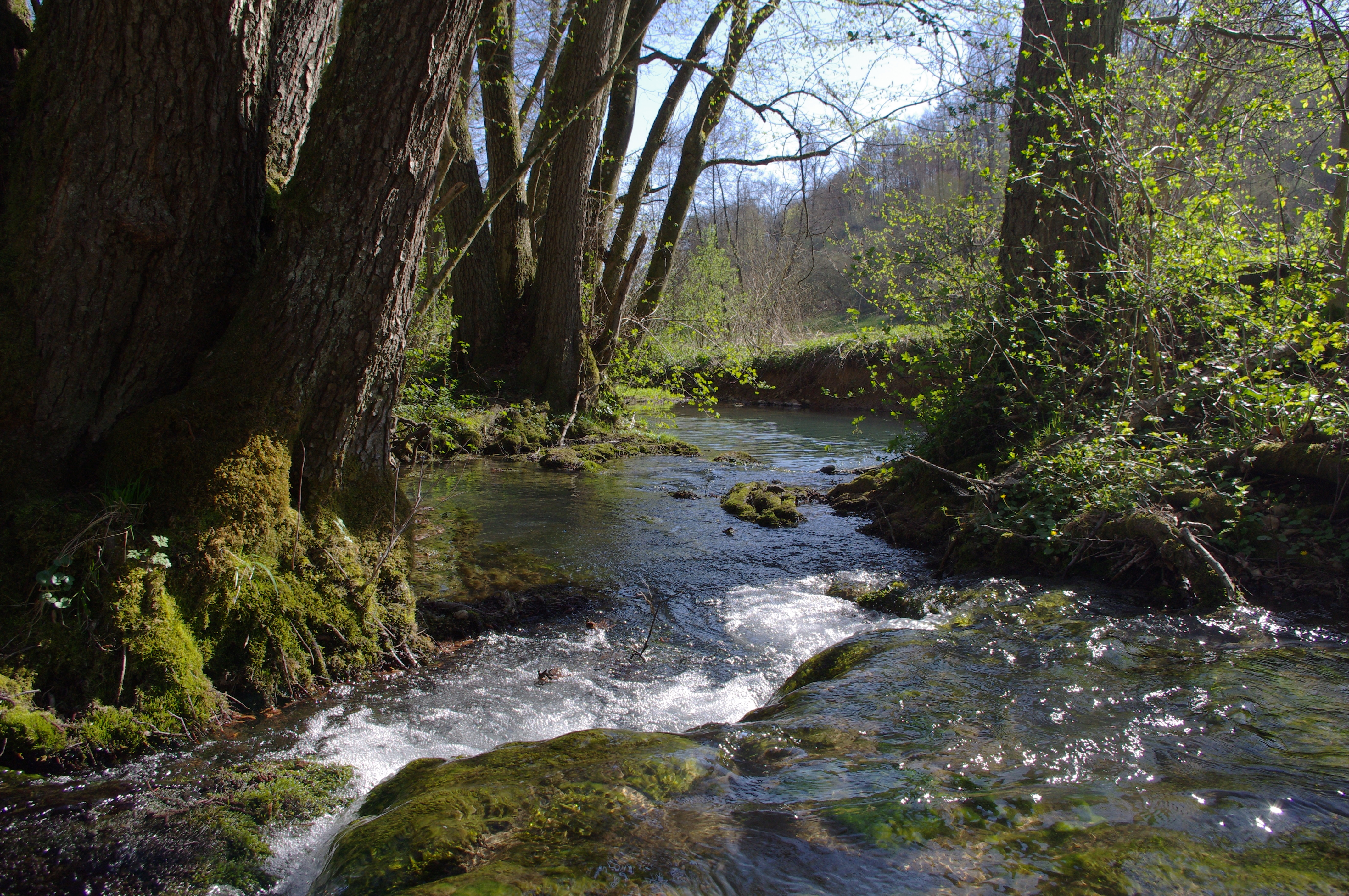
Der Fischbach

- Fischbach, von rechts und Nordwesten auf etwa 208 m ü. NHN an der Talmühle nach Sennfeld, 7,4 km und 15,1 km²
- Kastenbach, von rechts und Nordwesten auf etwa 200 m ü. NHN, 3,1 km und 6,3 km²
- Elmbach, von rechts und Nordwesten auf etwa  200 m ü. NHN am Auensportplatz vor Roigheim, 2,6 km und 2,7 km². Entsteht nordwestlich der Ortsmitte von Roigheim am Rand des Waldes Weidach auf etwa 279 m ü. NHN. Unbeständig.
- Welzbach, von rechts in Roigheim, 0,3 km
- (Bach aus der Klinge), von rechts in Roigheim, 1,5 km
- (Bach aus der Geschworenen-Holz-Klinge), von rechts nach Roigheim, 2,4 km und 2,4 km².
- (Bach aus dem Alten Grund), von rechts, ca. 1,0 km[LUBW 11] und ca. 0,3 km².[LUBW 7] Unbeständig.
- (Bach aus dem Alten Bannholz), von links, ca. 1,4 km[LUBW 11] und ca. 1,0 km².[LUBW 7] Abschnittsweise unbeständig.
- (Bach aus der Hofklinge), von rechts auf 186 m ü. NHN, 3,0 km mitsamt dem längeren linken Oberlauf und 2,6 km².
- (Klingenbachzufluss im Auengewann Sand), von links, ca. 0,5 km[LUBW 11] und über 0,2 km².[LUBW 7] Zuletzt in der Aue verdolt.
- Brünnlesgraben, von rechts im nördlichen Möckmühl, 1,8 km
- (Bach aus der Rotklinge), von links im nördlichen Möckmühl, 1,5 km
- (Bach aus der Hannackerklinge), von rechts in Möckmühl, 1,7 km und 2,0 km².
- (Bach aus der Schindersklinge), von links in Möckmühl, 0,6 km

Mündung der Seckach in Möckmühl auf 172,3 m ü. NHN von rechts und Norden in die Jagst. Die Seckach ist ab ihrer Quelle bei Waldhausen 29,1 km lang, mit der Kirnau als angenommenem Oberlauf sogar 35,8 km, sie hat ein 260,6 km² großes Einzugsgebiet.

### Ortschaften
Ortschaften am Lauf mit ihren Zugehörigkeiten. Nur die Namen tiefster Schachtelungsstufe bezeichnen Siedlungsanrainer.
Neckar-Odenwald-Kreis
- Stadt Buchen (Odenwald)
  - Glashof (Gehöft, links)
  - Faustenhof (Hof, rechts)
- Gemeinde Seckach
  - Hage(n)mühle (Wohnplatz, links)
  - Seckach (Dorf)
  - Jugenddorf Klinge (Ort, links)
  - Zimmern (Dorf, überwiegend rechts)
  - Hammerhof (Ort, links)
  - Bahnstation (Bundesbahn) Adelsheim Nord (Ort, links)
- Stadt Adelsheim
  - Adelsheim (Stadt)
  - Sennfeld (Dorf)
  - Hammermühle (aufgegangener Wohnplatz, links)
  - Talmühle (Wohnplatz, rechts)

Landkreis Heilbronn
- Gemeinde Roigheim
  - Roigheim (Dorf, fast nur rechts)
- Stadt Möckmühl
  - Möckmühl (Stadt)

## Hochwasser
Nach starken Niederschlägen traten am 21. Dezember 1993 die Bäche im Einzugsgebiet von Seckach und Kirnau über die Ufer. Die Seckach erreichte bei Sennfeld eine Abflussmenge von 154 m³/s und übertraf damit die durchschnittliche Abflussmenge des Neckars in Mannheim. Es kam zu Überschwemmungen im gesamten Gebiet, besonders stark betroffen waren Adelsheim, Möckmühl, Roigheim und das an der Kirnau liegende Osterburken (siehe auch Rheinhochwasser 1993). In der Möckmühler Altstadt wurde der höchste Wasserstand seit 1732 gemessen.
Nach einem weiteren Hochwasser 1995 gründeten die Gemeinden im Einzugsbereich von Seckach und Kirnau im Jahr 1997 einen Zweckverband Hochwasserschutz, um Verbesserungen des Hochwasserschutzes und der Hochwasservorsorge einzuleiten. Bis 2008 wurden 15 Hochwasserrückhaltebecken errichtet, die das Gebiet vor einem Jahrhunderthochwasser schützen sollen.
Weitere Schutzmaßnahmen wurden insbesondere in Möckmühl getroffen. Dort wurden an der Jagst zur Altstadtseite hin und an der Seckach Dämme und Betonmauern errichtet, außerdem wurden an den Toren der Stadtmauer Vorrichtungen für mobile Spundwände angebracht. Auch am der Seckach gegenüberliegenden linken Jagstufer wurden Wände und Deiche errichtet.

## Geologie
Geologisch von Interesse sind die Schwemmkegel durch die regelmäßigen Hochwasser bis in die Neuzeit.
Über die Seckach führen einige reizvolle alte Natursteinbrücken: in Zimmern und Adelsheim jeweils mit zwei Bögen, in Sennfeld zwei Brücken mit mehreren Bögen.

## Natur und Umwelt

### Schutzgebiete
Ein kleiner Teil des Seckachtals im Oberlauf kurz vor dem Ort Seckach wurde durch Verordnung des Regierungspräsidiums Karlsruhe vom 25. August 1992 unter dem Namen Seckachtal als Naturschutzgebiet ausgewiesen. Das NSG trägt die Nummer 2.152 und hat eine Größe von rund 63,4 Hektar. Schutzzweck ist die Sicherung und Erhaltung des in diesem Gebiet vorhandenen wertvollen Mosaiks unterschiedlicher Lebensräume, nämlich des Baches mit seiner Gewässergüte als Lebensraum einer vielfältigen aquatischen Flora und Fauna, des gewässerbegleitenden Ufergehölzes als Rest naturnaher Auwaldgesellschaften, der gewässerbegleitenden feuchten Talwiesen und der Talflanken, die wegen ihres Strukturreichtums ein ideales Rückzugsgebiet für eine Vielzahl von Pflanzen und Tieren sind.
Das Naturschutzgebiet ist Bestandteil des FFH-Gebiets Nr. 6522341 „Seckach und Zuflüsse“, das insgesamt 1.624,3 Hektar groß ist und sich über den Main-Tauber-Kreis und den Neckar-Odenwald-Kreis erstreckt.

### Fauna
Das Wasser der Seckach ist sehr sauerstoffreich, sauber und relativ kalt. Dieser Umstand begünstigt die Forelle, die hier zahlreich vorkommt. Im Unterlauf gibt es auch Aale. Einst lebten in der Seckach auch Flusskrebse.

## Wasserkraft
Bereits im Mittelalter nutzten Mühlen die Wasserkraft der Seckach. Die Stadtmühle von Möckmühl ist 1471 belegt und bestand damals wohl schon längere Zeit, ebenso wie die benachbarte Lohemühle. Allein im Flussabschnitt von Sennfeld bis zur Mündung bei Möckmühl sind 23 Wassertriebwerke nachgewiesen. Handelte es sich bis zum 19. Jahrhundert überwiegend um Mahlmühlen, Schleifmühlen, Sägmühlen, Hammerwerke, Ölmühlen und ähnliche, so trieb ab dem späten 19. Jahrhundert das Wasser der Seckach vor allem Turbinen zur Stromerzeugung an. Einige kleine Elektrizitätswerke längs des Flusses sind bis heute in Betrieb und gehen auf einstige Mühlenstandorte zurück, so das E-Werk am Platz der früheren Gernerschen Mühle bei Möckmühl. Mehrere Industriestandorte der Region gehen auf frühere Mühlenstandorte zurück, u. a. Pucaro in Roigheim oder Texon und Agria in Möckmühl.

## Bildergalerie zum Flusslauf

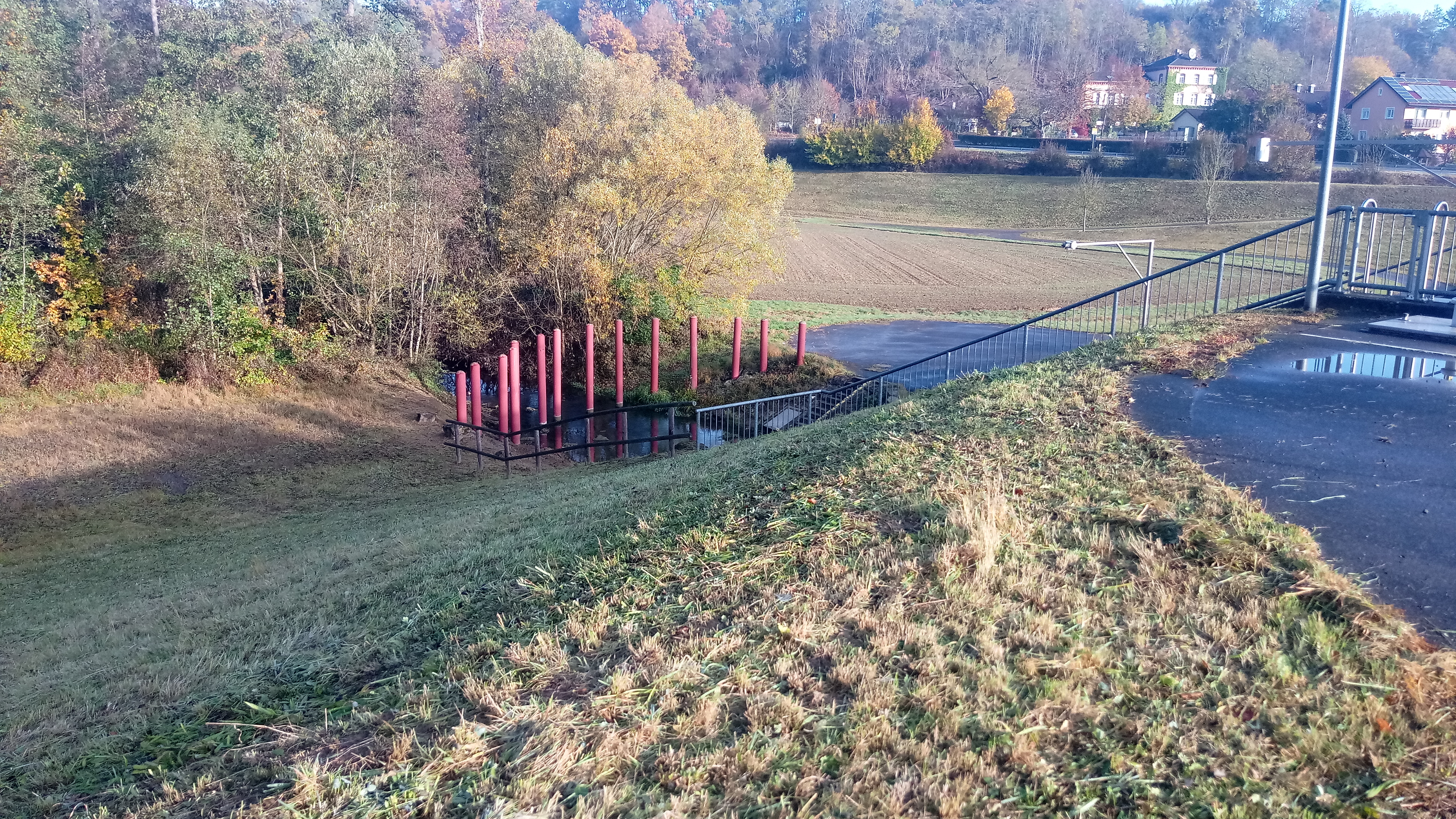
Hochwasserrückhaltebecken an der Seckach am Nordrand von Adelsheim
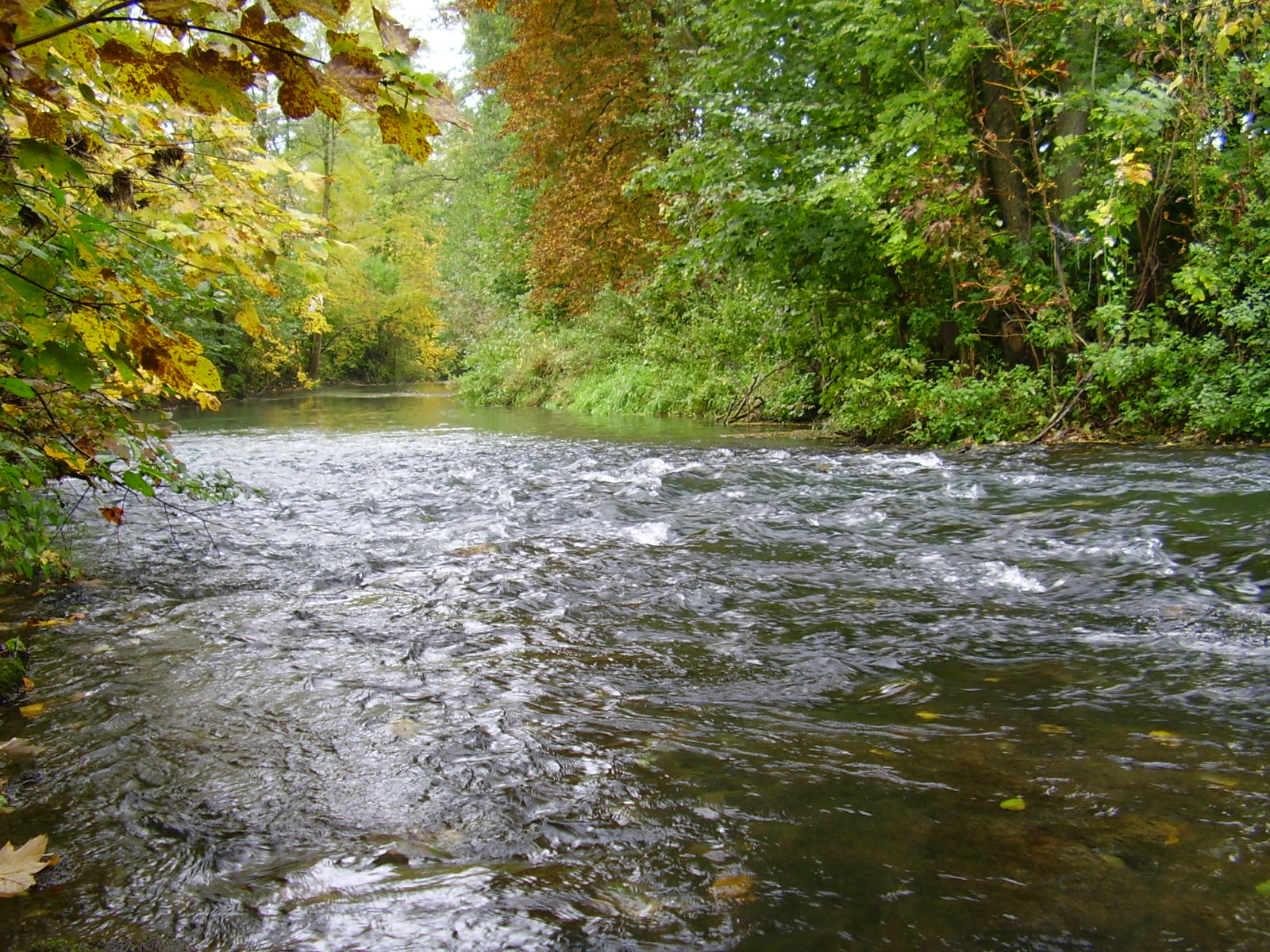
Seckach unterhalb von Adelsheim bei Niedrigwasser.
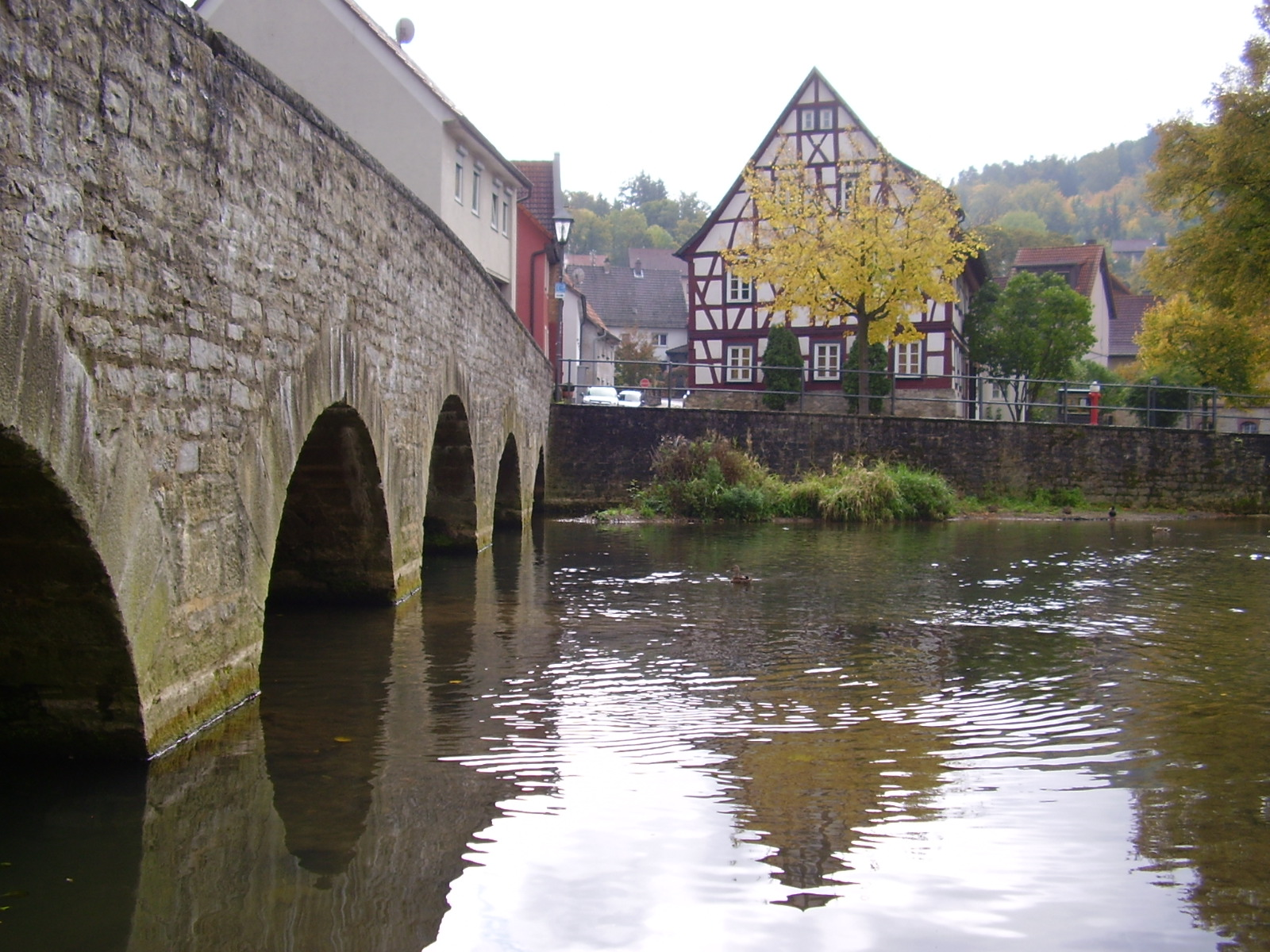
Eine der beiden Sennfelder Steinbrücken
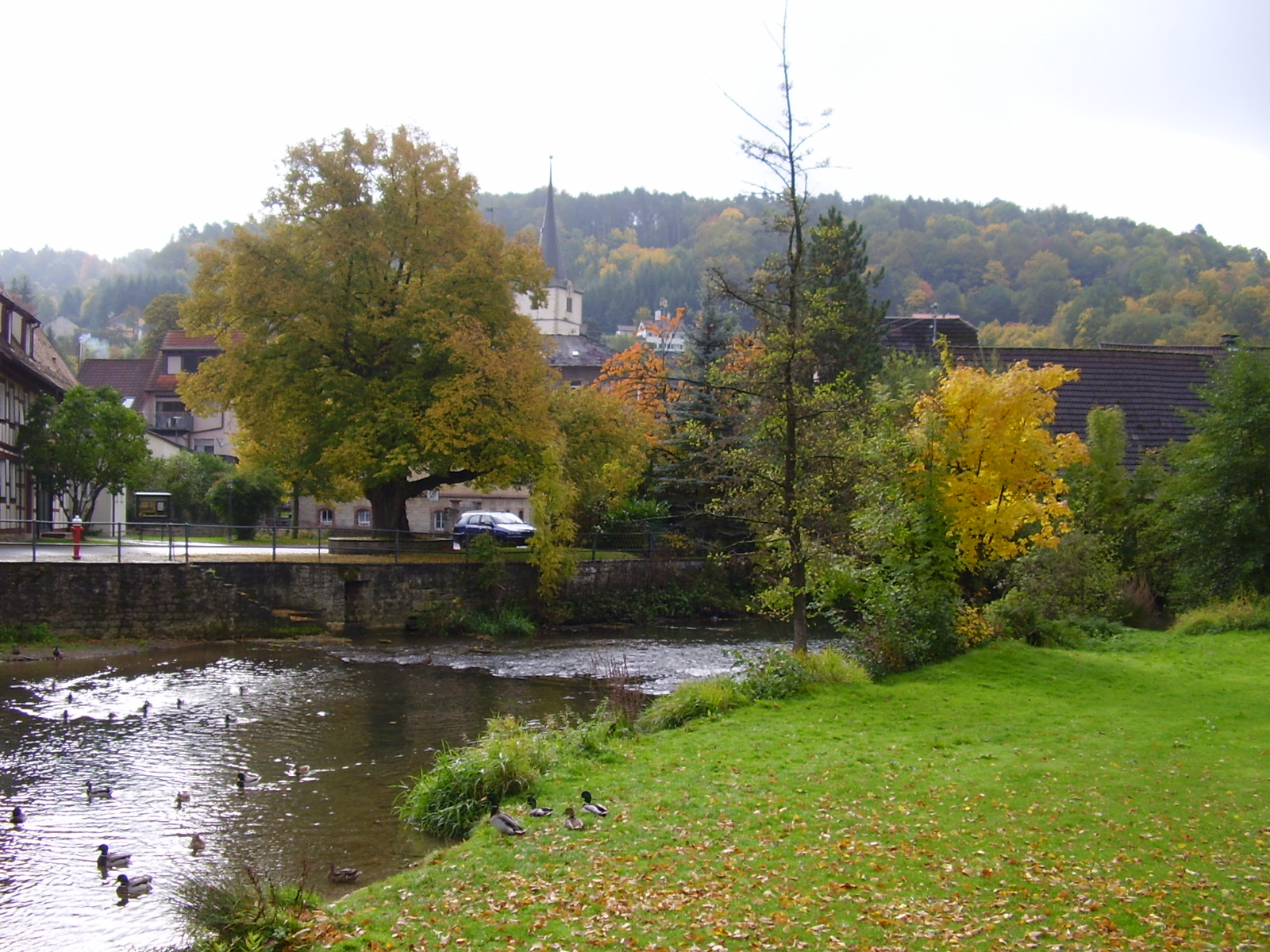
Seckach in Sennfeld
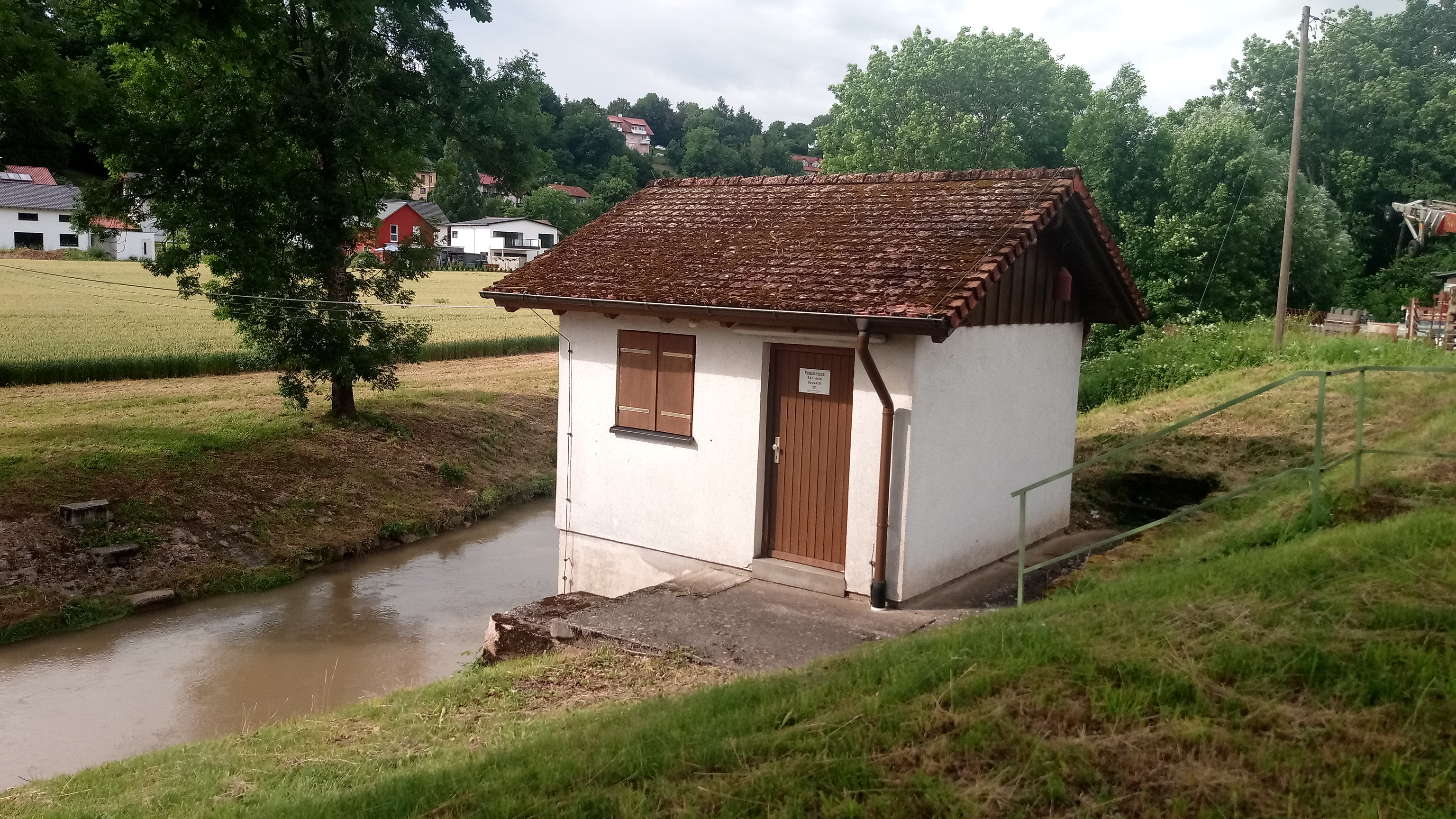
Pegelanlage an der Seckach bei Sennfeld
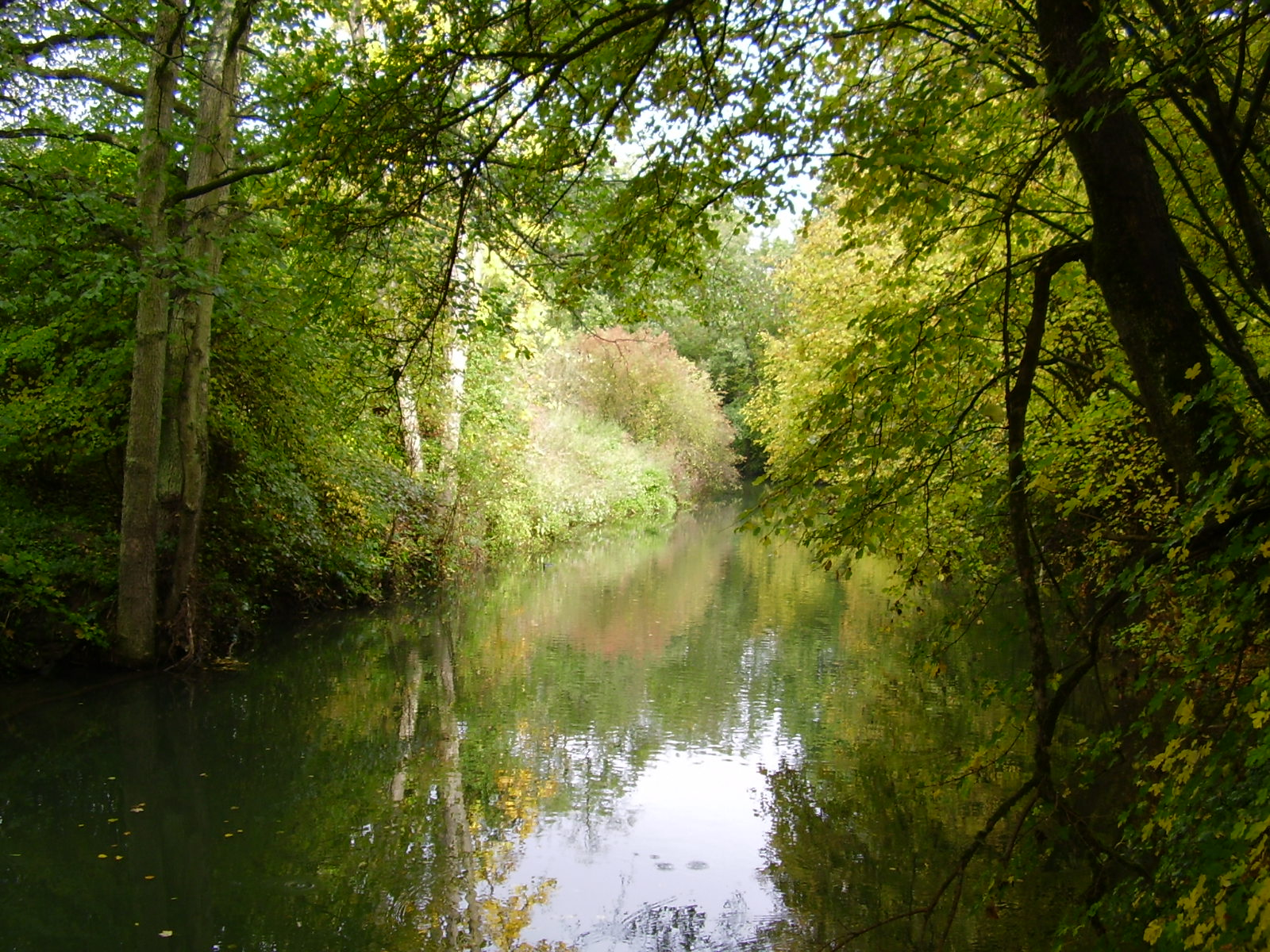
Seckach kurz vor Möckmühl
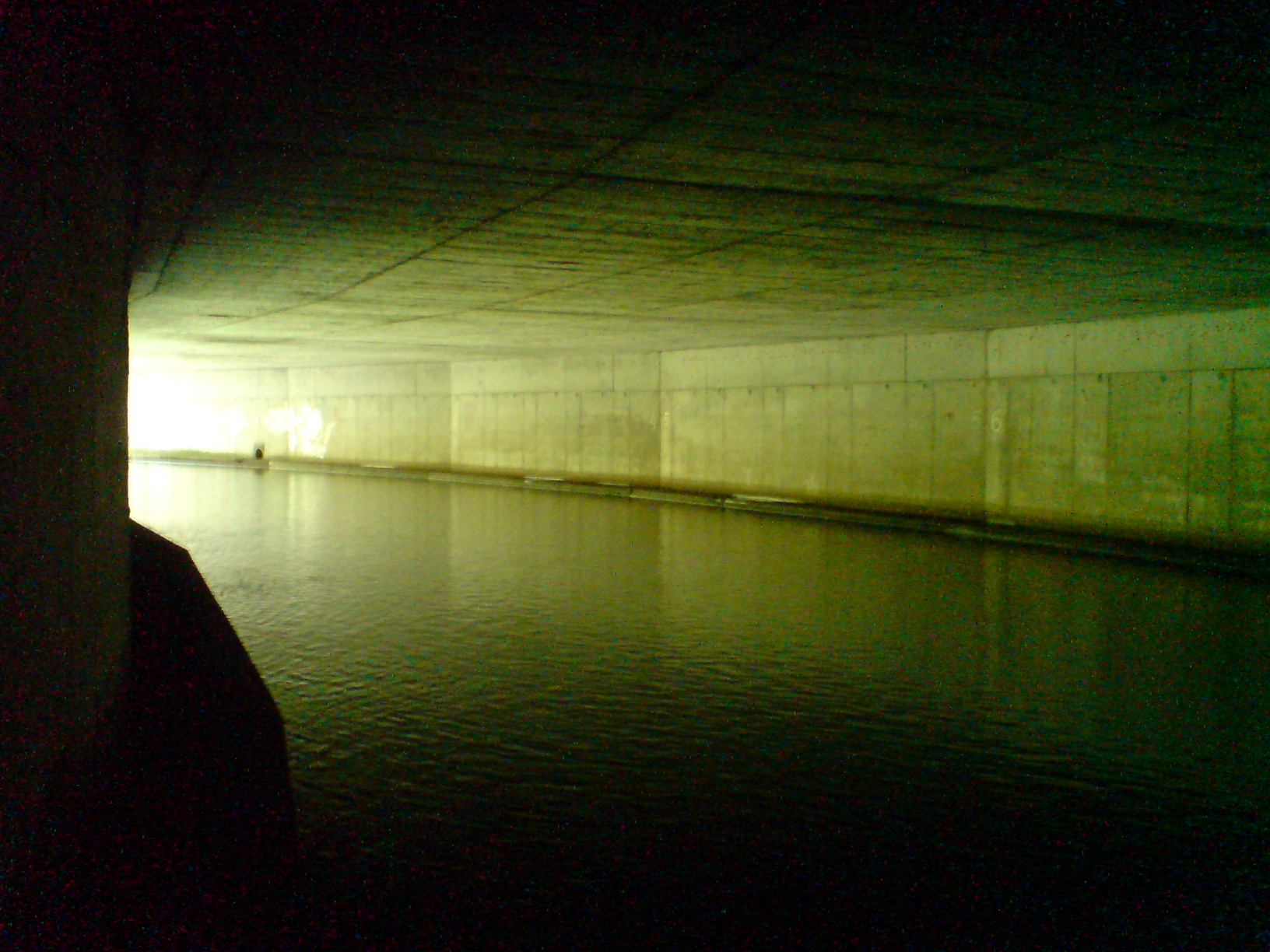
Verdolte Seckach in Möckmühl
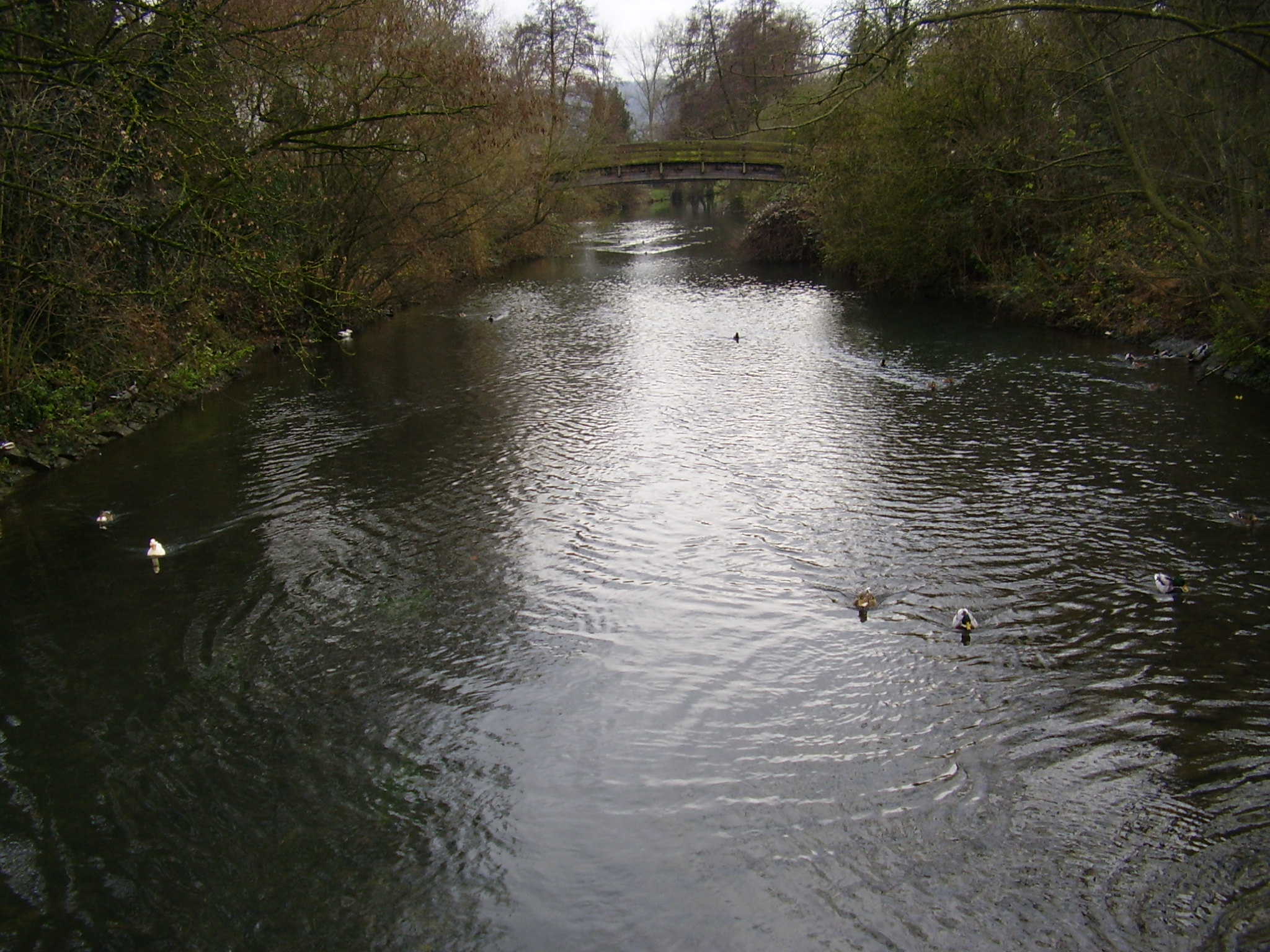
(Gestaute) Seckach in Möckmühl
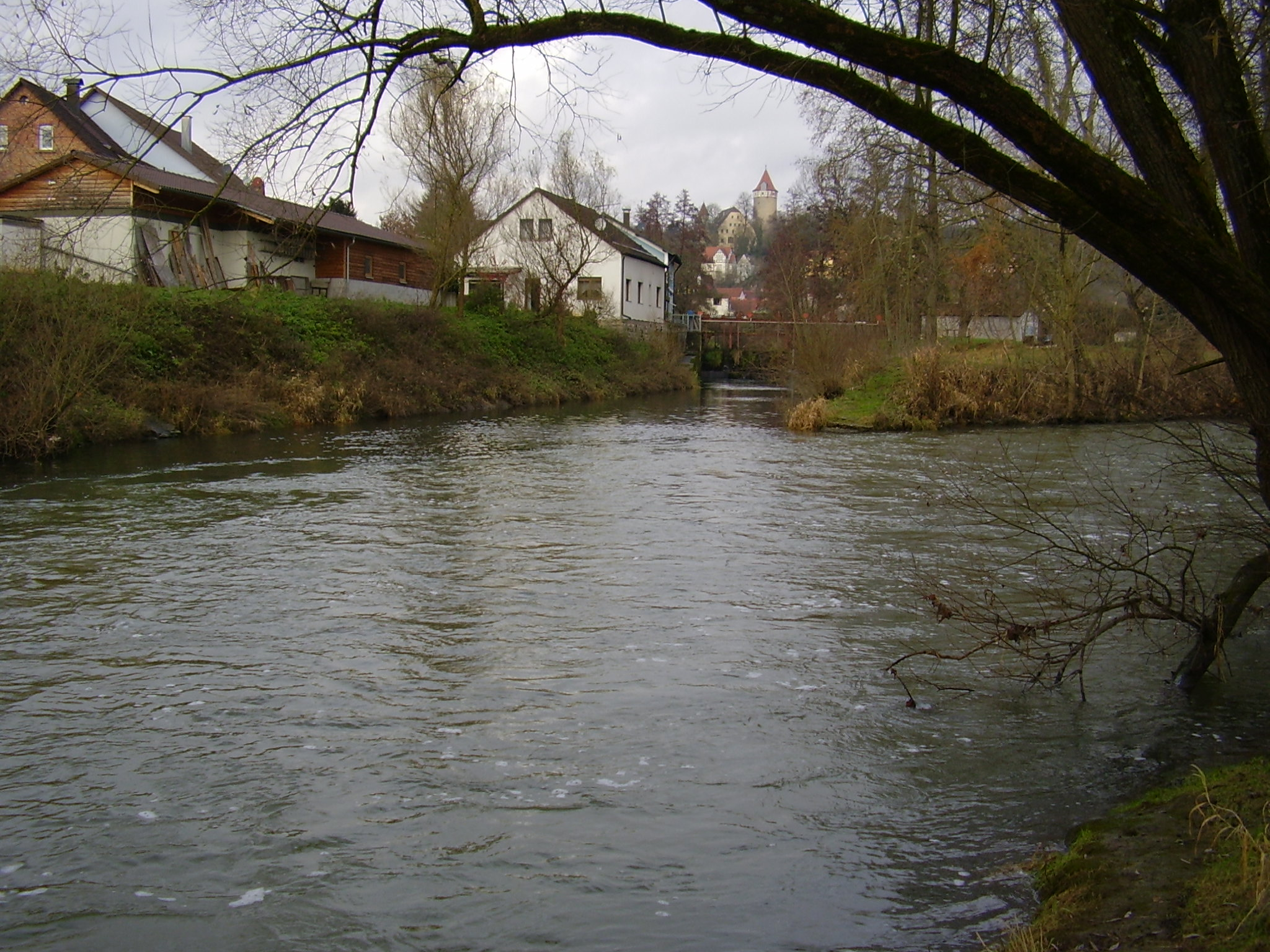
Seckachmündung im Januar (Seckach oben) mit dem Bergfried der Götzenburg
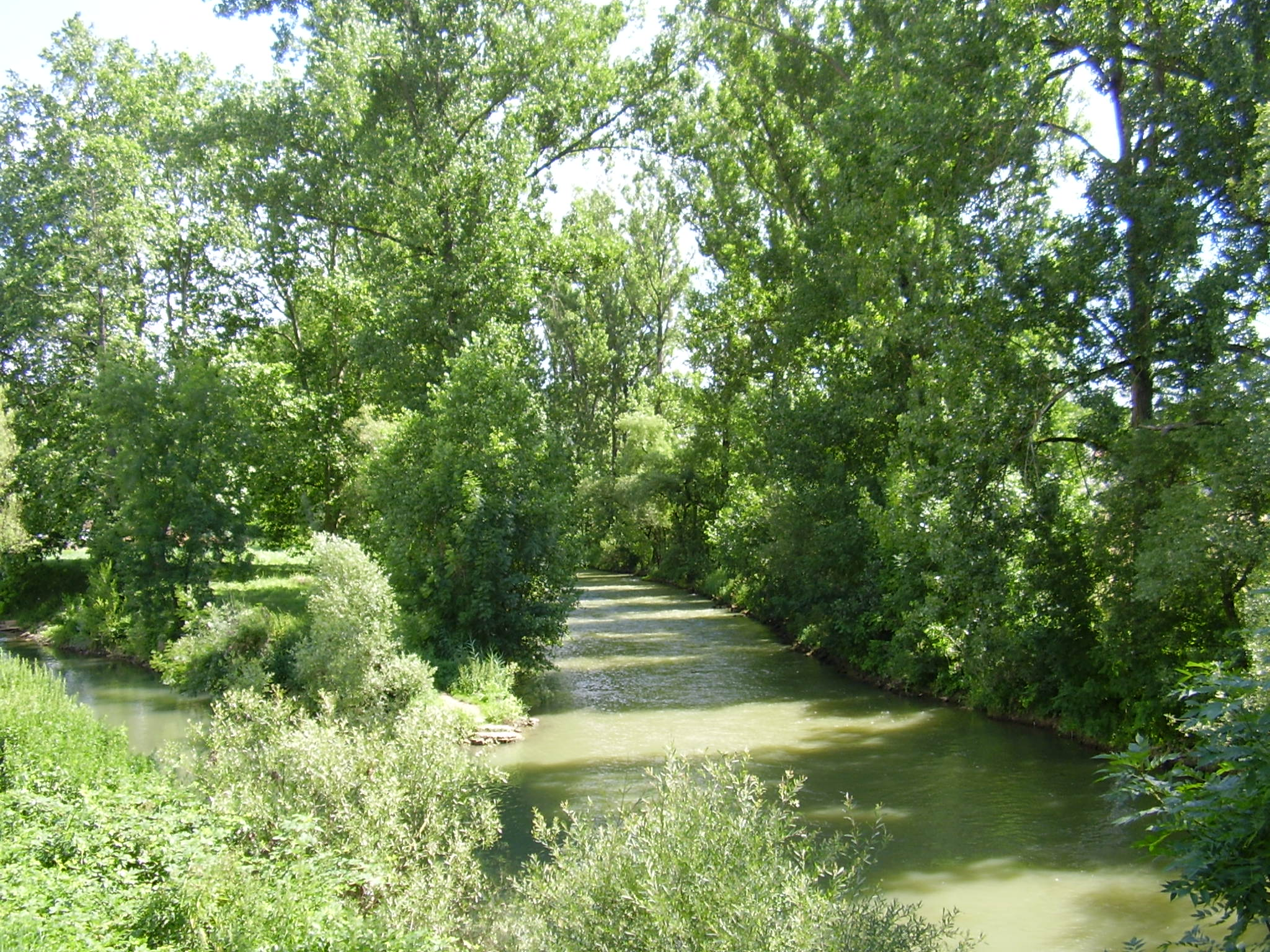
Seckachmündung im Juli (Seckach links)

### LUBW
Amtliche Online-Gewässerkarte mit passendem Ausschnitt und den hier benutzten Layern: Lauf und Einzugsgebiet der Seckach

Allgemeiner Einstieg ohne Voreinstellungen und Layer: Daten- und Kartendienst der Landesanstalt für Umwelt Baden-Württemberg (LUBW) (Hinweise)
1. 1 2  Höhe nach dem Höhenlinienbild auf dem Hintergrundlayer Topographische Karte.
2. 1 2 3 4 5 6 7 8  Höhe nach grauer Beschriftung auf dem Hintergrundlayer Topographische Karte.
3. 1 2 3 4 5  Länge nach dem Layer Gewässernetz (AWGN).
4. 1 2  Einzugsgebiet nach dem Layer Aggregierte Gebiete 05.
5. ↑  Seefläche nach dem Layer Stehende Gewässer.
6. ↑  Einzugsgebiet nach dem Layer Basiseinzugsgebiet (AWGN).
7. 1 2 3 4 5 6 7 8 9 10 11  Einzugsgebiet abgemessen auf dem Hintergrundlayer Topographische Karte.
8. 1 2 3 4  Einzugsgebiet aufsummiert aus den Teileinzugsgebieten nach dem Layer Basiseinzugsgebiet (AWGN).
9. ↑  Seefläche abgemessen auf dem Hintergrundlayer Topographische Karte.
10. ↑  Höhe nach blauer Beschriftung auf dem Hintergrundlayer Topographische Karte.
11. 1 2 3 4  Länge abgemessen auf dem Hintergrundlayer Topographische Karte.
12. ↑  Daten des Hochwasserrückhaltebeckens nach dem Layer Stauanlage.

### Andere Belege
1. ↑  Josef Schmithüsen: Geographische Landesaufnahme: Die naturräumlichen Einheiten auf Blatt 161 Karlsruhe. Bundesanstalt für Landeskunde, Bad Godesberg 1952. → Online-Karte (PDF; 5,1 MB)
2. ↑  Wolf-Dieter Sick: Geographische Landesaufnahme: Die naturräumlichen Einheiten auf Blatt 162 Rothenburg o. d. Tauber. Bundesanstalt für Landeskunde, Bad Godesberg 1962. → Online-Karte (PDF; 4,7 MB)
3. ↑  Hochwasservorhersagezentrale, Landesanstalt für Umwelt Baden-Württemberg
4. ↑  Albrecht Greule: Deutsches Gewässernamenbuch. Walter de Gruyter, Berlin / Boston 2014, ISBN 978-3-11-057891-1, S. 490, „Seckach“ (Auszug in der Google-Buchsuche).
5. ↑  Laut Flusswasserkörperkarte des Kartenservers des Landesamtes für Umwelt, Messungen und Naturschutz Baden-Württemberg (Memento des Originals vom 4. Juli 2009 im Internet Archive)  Info: Der Archivlink wurde automatisch eingesetzt und noch nicht geprüft. Bitte prüfe Original- und Archivlink gemäß Anleitung und entferne dann diesen Hinweis.. Die topographischen Karten 1:25.000 bzw. 1:50.000 zeigen die dort bezeichnete Quelle nicht bzw. benennen keinen der vielen Quelläste.
6. ↑  Flussbeschreibung der Seckach. Fischereiverein Heilbronn e. V., abgerufen am 23. Februar 2009.
7. ↑  Einzugsgebiet. Zweckverband „Hochwasserschutz Einzugsbereich Seckach/Kirnau“, archiviert vom Original (nicht mehr online verfügbar) am 5. März 2016; abgerufen am 23. Februar 2009.  Info: Der Archivlink wurde automatisch eingesetzt und noch nicht geprüft. Bitte prüfe Original- und Archivlink gemäß Anleitung und entferne dann diesen Hinweis.
8. ↑  
Aktionsplan Hochwasser Neckar. (PDF; 6,9 MB) Regierungspräsidium Stuttgart, S. 12, archiviert vom Original (nicht mehr online verfügbar) am 31. März 2010; abgerufen am 23. Februar 2009.  Info: Der Archivlink wurde automatisch eingesetzt und noch nicht geprüft. Bitte prüfe Original- und Archivlink gemäß Anleitung und entferne dann diesen Hinweis.
9. ↑  
Hochwasserrückhaltebecken. Zweckverband „Hochwasserschutz Einzugsbereich Seckach/Kirnau“, archiviert vom Original (nicht mehr online verfügbar) am 4. März 2016; abgerufen am 23. Februar 2009.  Info: Der Archivlink wurde automatisch eingesetzt und noch nicht geprüft. Bitte prüfe Original- und Archivlink gemäß Anleitung und entferne dann diesen Hinweis.
10. ↑  Heinz Tuffentsammer: Mühlen an der unteren Seckach. MK-Verlag, Möckmühl 2000, ISBN 3-9806440-7-3.